# Levél
Levél è un comune di 1 713 abitanti situato nella contea di Győr-Moson-Sopron, nell'Ungheria nordoccidentale.